# Peperomia lancifolia
Peperomia lancifolia là một loài thực vật có hoa trong họ Hồ tiêu. Loài này được Hook. miêu tả khoa học đầu tiên năm 1840.